# بژژه (شهرستان گوستنگ)
بژژه (به لهستانی:  Brzezie) یک روستا در لهستان است که در گمینا گوستنگ واقع شده‌است. بژژه ۶۱۰ نفر جمعیت دارد.